# Pedro Samy Varella Umpierrez
Pedro Samy Varella Umpierrez, o Varella(Montevidéu, Uruguai) foi um futebolista que atuava como atacante.

## Carreira
Em 1989, Verella foi jogar no Brasil, mais exatamente no Botafogo, chegou para a disputa do Campeonato Carioca de 1989, para ser titular mas perdeu seu espaço na equipe titular para Mazolinha, contudo contribuiu para o título da equipe.

## Fonte
- FogãoNet Plantel de 1989